# Brin-sur-Seille
Brin-sur-Seille é uma comuna francesa na região administrativa de Grande Leste, no departamento de Meurthe-et-Moselle. Estende-se por uma área de 11,71 km². Em 2010 a comuna tinha 787 habitantes (densidade: 67,2 hab./km²).